# Mittelhessen-Express

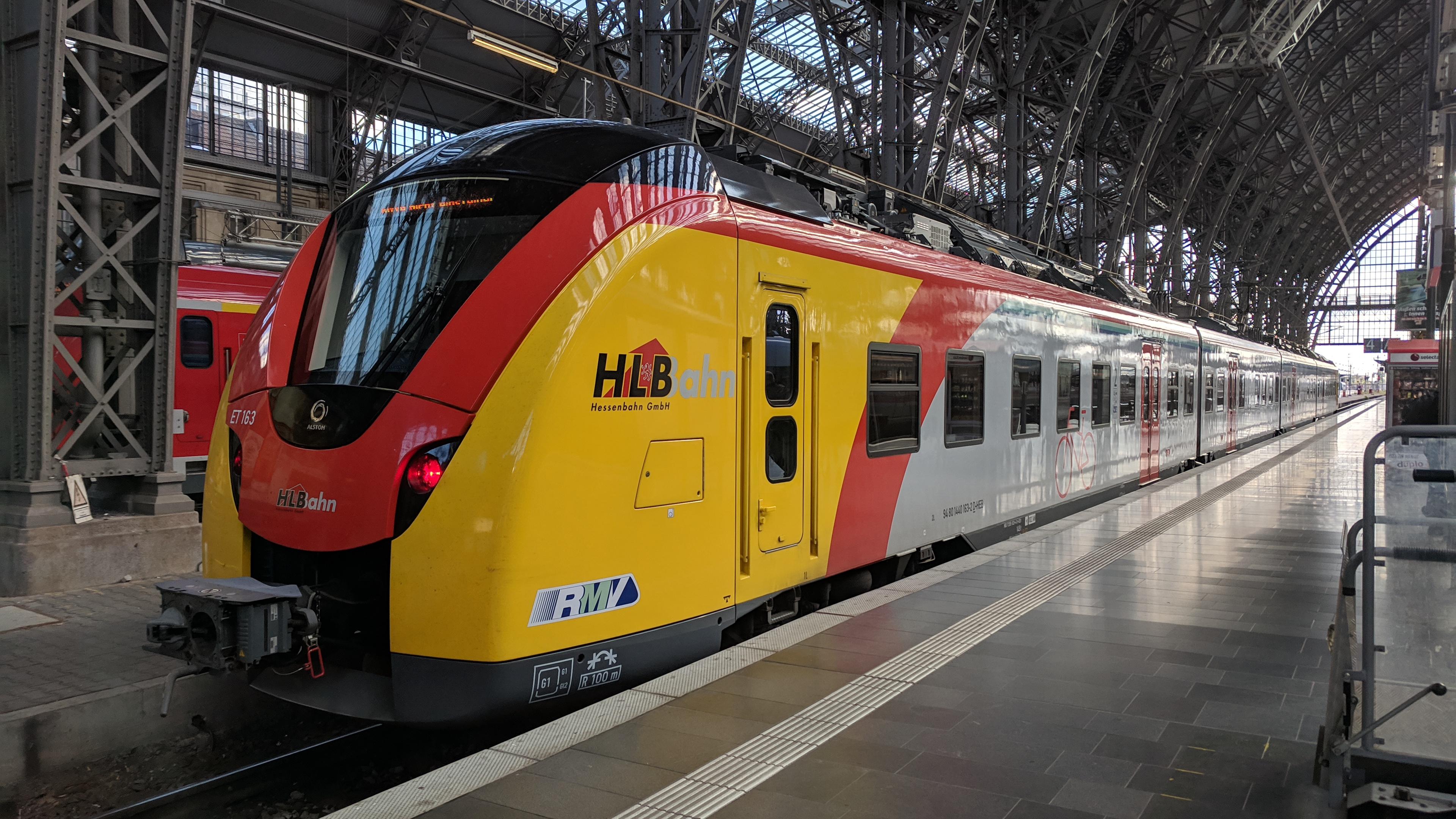
Alstom Coradia Continental der HLB, wie er seit Mai 2024 beim Mittelhessen-Express eingesetzt wird

Der Mittelhessen-Express ist ein gemeinsames Zugkonzept vom Rhein-Main-Verkehrsverbund (RMV) und der Hessischen Landesbahn auf der Main-Weser-Bahn, der Dillstrecke und der Bahnstrecke Friedberg–Hanau in Mittelhessen. Es wurde zum Fahrplanwechsel am 10. Dezember 2006 in Betrieb genommen. Bis Dezember 2023 war DB Regio Betreiber des Netzes.

## Betreiber
Ab dem 11. Dezember 2011 wurde das Streckennetz nach einer Neuausschreibung von der DB Regio Hessen betrieben. Als Fahrzeuge kamen Triebwagen vom Typ Talent 2 des Herstellers Bombardier zum Einsatz, deren Inbetriebnahme sich verzögerte. Dazu gehört auch die Linie 33 Hanau–Friedberg, einstmals von der Hessischen Landesbahn (HLB) betrieben, welche somit wieder in einer Hand mit der Linie 30 Friedberg-Gießen ist und nicht mehr in Friedberg gebrochen werden muss.
Die neuen Talent-2-Triebwagen sollten ursprünglich ab dem Fahrplanwechsel 2012/2013 eingesetzt werden, was sich aber verzögerte. Ab dem 9. März 2013 begannen die Einsätze auf der Strecke Friedberg-Hanau, im April 2013 auf der Strecke Dillenburg/Treysa–Frankfurt.
Auf der Strecke Gießen–Friedberg–Hanau wurde bis Mitte November 2013 die Baureihe 425 eingesetzt, seitdem (Stand Dezember 2013) wurde das gesamte Netz mit den Zügen des Typs Talent 2 betrieben.
Zum internationalen Fahrplanwechsel am 10. Dezember 2023 übernahm die Hessische Landesbahn (HLB) nach gewonnener Ausschreibung die Leistungen des Mittelhessen-Express.

## Vorgeschichte
Vor dem Mittelhessen-Konzept verkehrten unter der Woche durchgehende Regionalbahnen auf der Strecke Dillenburg–Gießen–Kassel. Es handelte sich um Züge mit drei Wagen, die mit Loks der Baureihe 141 oder Baureihe 143 bespannt waren. Auf den Streckenabschnitten Dillenburg–Gießen und Marburg–Treysa wurden diese Regionalbahnen gestrichen. Zwischen Gießen und Marburg verkehren einzelne Regionalbahnen nach dem bisherigen Fahrplan (mit Loks der Baureihe 114), während die Züge zwischen Treysa und Kassel durch die Kasseler Regiotram ersetzt wurden.
Reisende auf der Main-Weser-Bahn konnten in Gießen von den Regionalbahnen auf die zwischen Kassel und Frankfurt nahezu unverändert verkehrenden Regionalexpress-Züge oder Intercity umsteigen, wobei die Umsteigezeit fünf Minuten betrug. In Dillenburg bestand zweistündlich eine Umsteigemöglichkeit in Regional-Express-Züge nach Siegen.

## Betrieb und Bedienung

Streckenkarte, Stand 2013

Der Mittelhessen-Express verkehrt auf den Strecken Treysa–Gießen–Frankfurt (RB 41) und Dillenburg–Gießen–Frankfurt (RB 40), wobei bei der RB 41 ein großer Teil der Zugläufe seit dem 13. Dezember 2015 nicht über die gesamte Strecke führt. Auch die Regionalbahnen auf der Verbindung Gießen–Friedberg–Hanau (RB 49) tragen die Bezeichnung Mittelhessen-Express. Mit der Betriebsübernahme der Hessischen Landesbahn im Dezember 2023 wurden die vorhandenen Linien durch eine neue Linie RB37 Frankfurt–Friedberg–Gießen(–Kirchhain) als stündliche Ergänzung zu der zwischen Friedberg und Gießen überall haltenden RB40/RB41 eingeführt. In einer zweiten Betriebsstufe ab Dezember 2026 verkehrt die RB37 stündlich zwischen Frankfurt und Gießen, während alle Flügelzüge (Linien 40 und 41) zwischen Frankfurt und Gießen beschleunigt fahren.
Auf den Abschnitten Gießen–Dillenburg und Gießen–Treysa bedient der Mittelhessen-Express alle Stationen, wobei viele Züge statt in Treysa schon zuvor in Marburg, Kirchhain oder Stadtallendorf enden und in Richtung Dillenburg enden einzelne Züge schon in Wetzlar oder Herborn.
Zwischen Gießen und Frankfurt wechseln sich Züge mit Halt an wenigen Stationen mit denen ab, die viele Zwischenstopps haben. Die nach dem ursprünglichen Mittelhessen-Konzept verkehrenden Züge haben nur die Zwischenhalte Butzbach, Bad Nauheim, Friedberg und Frankfurt West. Die anderen Züge haben einen verlängerten Aufenthalt in Gießen (Überholung durch ICE) und halten bis Friedberg überall. Dazu kommt ein Halt in Bad Vilbel, welcher sich daraus ergab, dass der Mittelhessen-Express ab dort einer S-Bahn der Linie S6 folgt und somit ohnehin im besagten Bereich einen betriebsbedingten Zwischenstopp einlegen musste. Nach der Fertigstellung der eigenen S-Bahn-Gleise zwischen Bad Vilbel und Frankfurt-West Anfang 2024 ist dieser Halt zwar aus betrieblicher Sicht nicht mehr notwendig, wurde jedoch beibehalten und auch für die Züge der RB 37 übernommen.
Der Mittelhessen-Express verkehrt meist stündlich. Zwischen Gießen und Dillenburg sowie Gießen und Marburg gibt es außer in Randzeiten einen Stundentakt. Zwischen Marburg und Stadtallendorf verkehrt er von Montag bis Freitag im Stundentakt, sonst zweistündlich. Der Abschnitt Stadtallendorf–Treysa wird am Wochenende fast gar nicht bedient, ansonsten morgens und nachmittags stündlich. Zwischen Gießen und Frankfurt verkehrt der Mittelhessen-Express der Linien RB 40 und RB 41 stündlich. Es ergibt sich aber kein Stundentakt, da die Fahrtzeiten aufeinanderfolgender Züge stark differieren.
Der Zug besteht in der Regel aus zwei Teilen, die in Gießen getrennt werden. Der vordere Zugteil fährt weiter nach Treysa über Marburg, der hintere Zugteil nach Dillenburg über Wetzlar. In Randzeiten entfällt diese Flügelung. Am Nachmittag verkehrt außerdem ein dreiteiliger Zug, bei dem der mittlere Zugteil in Stadtallendorf abgetrennt wird.
Die Fahrzeit von Frankfurt nach Treysa beträgt im günstigsten Falle 1 Stunde und 53 Minuten, nach Dillenburg 1 Stunde und 32 Minuten. In Gießen haben die Züge einen planmäßigen Aufenthalt von 5 oder 13 Minuten. Der hintere Zugteil wechselt dann seine Fahrtrichtung und fährt weiter nach Dillenburg. Der vordere Zugteil fährt von Gießen weiter nach Marburg, Kirchhain oder Treysa.

## Fahrzeugeinsatz

### 2006 bis 2013

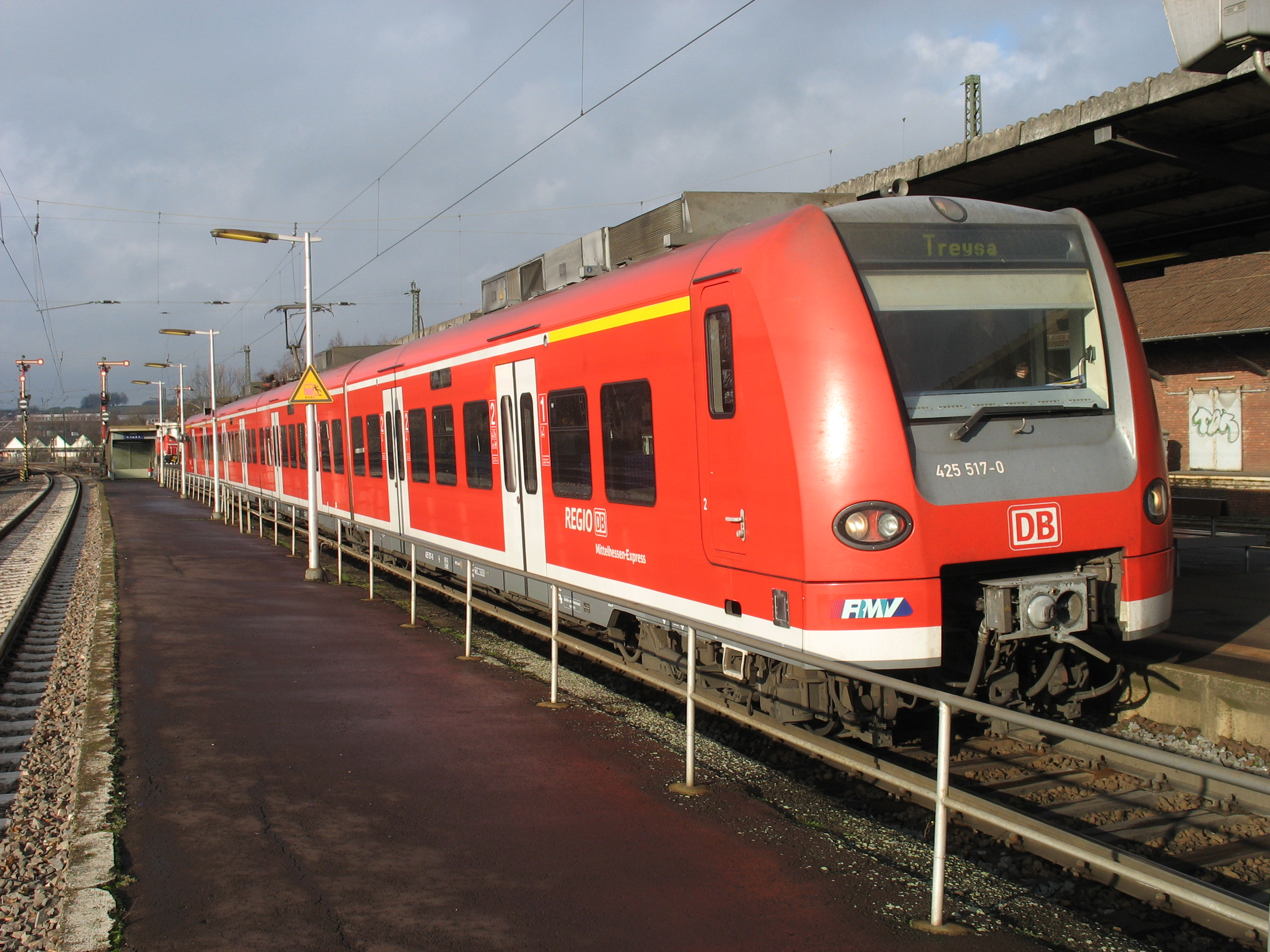
Fahrzeug, wie es bis 2013 auf dem Mittelhessen-Express eingesetzt wurde (hier in Stadtallendorf)

Bis 2013 wurden Elektrotriebwagen der Baureihe 425 eingesetzt. Zum Bestand gehörten auch einzelne Triebwagen der Baureihe 426, welche nur die halbe Länge aufweisen.
Ein Teil dieser Fahrzeuge wurde vorher auf den Strecken Kassel–Eichenberg–Göttingen und Bebra–Eichenberg–Göttingen eingesetzt, wo die Zugleistungen von der Cantus Verkehrsgesellschaft übernommen wurden. Andere Fahrzeuge wurden aus Bayern übernommen. Für ihren neuen Einsatz wurden sie mit der Aufschrift Mittelhessen-Express versehen.

### 2013 bis 2023

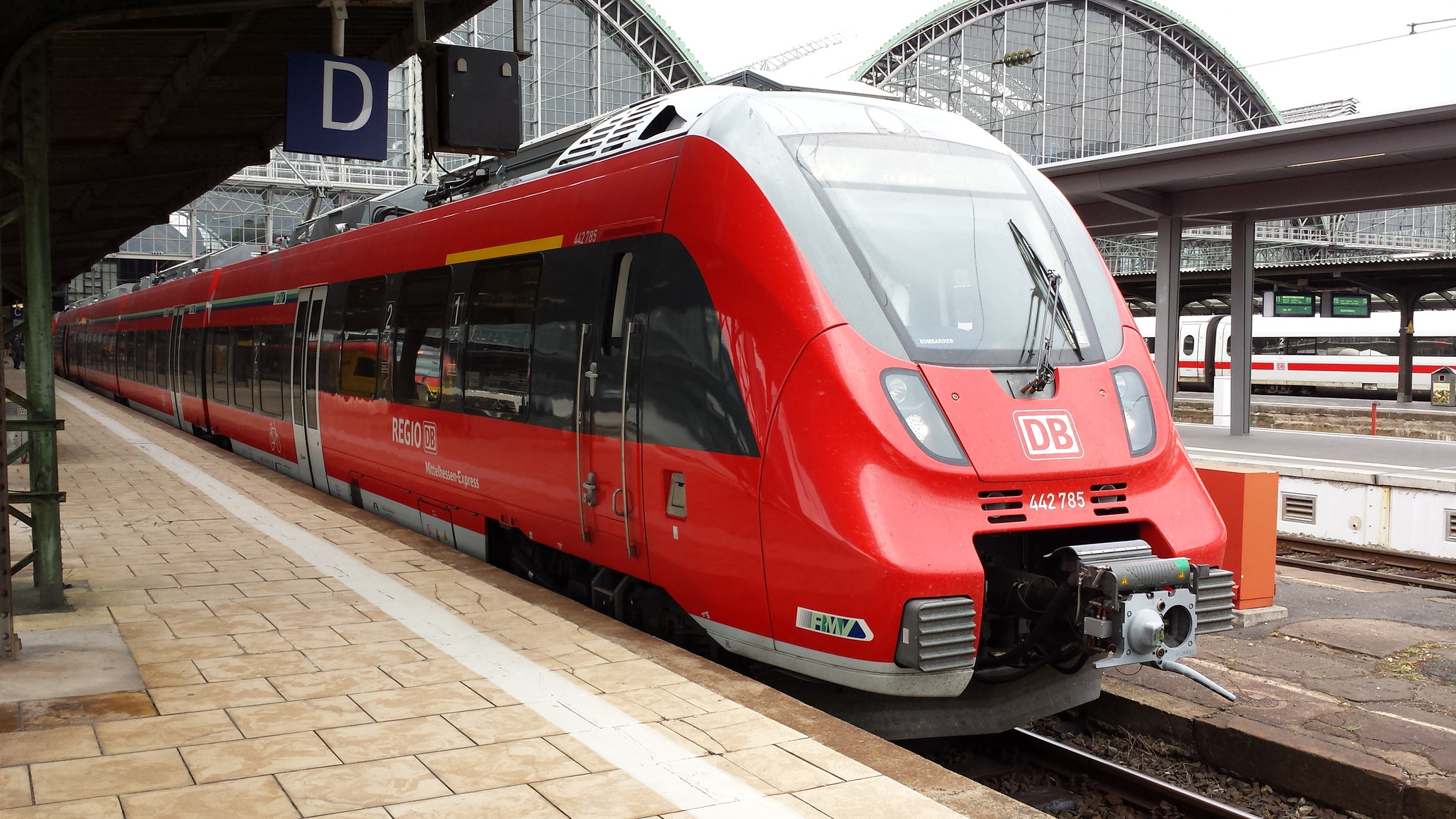
Zug des Typs Talent 2 als Mittelhessen-Express in Frankfurt

Seit 2013 sind drei- und vierteilige Triebwagen vom Typ Bombardier Talent 2 (Baureihe 442) im Einsatz. Für Züge der Verbindungen RB 40 und RB 41 werden die vierteiligen Triebwagen eingesetzt, während für die RB 49 vorwiegend dreiteilige verwendet werden. Zur Hauptverkehrszeit verkehren zwischen Gießen und Frankfurt oft Züge aus drei Einheiten, von denen eine die Linie RB 40 bedient.
Seit Inbetriebnahme der Talent 2 kommt es regelmäßig zu mindestens einem Ersatzzug auf den Linien RB41/RB49, da zwischenzeitlich nicht alle Talent 2 einsatzfähig sind. Bis Mitte 2019 bestand der Ersatzverkehr meistens aus zwei bis drei Doppelstockwagen und zwei Lokomotiven der Baureihe 111 vorne und hinten. Zeitweise kamen zwei Talent 2 vom Rhein-Sieg-Express zum Einsatz. Von Mitte 2019 bis Ende 2019 wurden ein bis zwei Umläufe mit einer Baureihe 425 oder 426 gefahren. Ab Ende 2019 kam es zum Einsatz von drei Fahrzeugen der Baureihe 425 aus Nordrhein-Westfalen. Im Laufe des Herbsts 2020 kamen weitere Züge aus Nordrhein-Westfalen und Ludwigshafen zum Mittelhessen-Express, da bei den Talent 2 die Hauptuntersuchung anstand. Zwischenzeitlich verstärkten so zehn Garnituren der Baureihe 425 den Fuhrpark vom Mittelhessen-Express dauerhaft, unter anderem auch wegen des neuen vollständigen 30-Minuten-Takts zwischen Gießen und Marburg (Lahn). Ab Sommer 2022 wurden Ersatzzüge der Centralbahn eingesetzt, welche aus einer Lokomotive der Baureihe 111 oder 114 von DB Gebrauchtzug sowie zwei Doppelstockwagen bestanden.

### Seit 2023
Seit der Übernahme durch die Hessische Landesbahn im Dezember 2023 sollten 32 vier- und fünfteilige Elektrotriebzüge des Typs Coradia Continental der Baureihe 1440 eingesetzt werden. Da zum Betriebsstart wegen Problemen mit der Steuerungssoftware keine Auslieferung und Zulassung erfolgen konnte, wurde bis April 2024 ein Ersatzkonzept gefahren. Es kamen dabei von der DB Regio geliehene Fahrzeuge der Baureihe 442, welche auch zuvor auf den Strecken verkehrten, zum Einsatz. Außerdem lieh sich die HLB Triebzüge des Typs Stadler Flirt der Cantus Verkehrsgesellschaft und nutzte verschiedene überschüssige Fahrzeuge aus eigenem Bestand. Seit Ende April 2024 sind die vorgesehenen Neufahrzeuge im Einsatz.

## Belege
1. ↑  RMV: Mittelhessen-Express – Ausschreibung bringt neue Fahrzeuge. DB Regio Hessen GmbH gewinnt europaweite Ausschreibung von RMV und NVV (Memento vom 9. Januar 2016 im Internet Archive). Pressemitteilung vom 26. Mai 2009, abgerufen am 26. Mai 2009
2. ↑  „Hamsterbacke“ kommt später. In: Frankfurter Neue Presse. 26. November 2012, archiviert vom Original am 1. Dezember 2017; abgerufen am 3. Februar 2018.
3. ↑  Information des RMV über den Einsatzstart (Memento vom 10. März 2013 im Internet Archive), abgerufen am 8. März 2013.
4. ↑  RMV.DE - 12.05.2021 Mittelhessen-Express mit neuem Betreiber häufiger und mit mehr Platz unterwegs. Abgerufen am 25. Oktober 2021.
5. ↑  hlb-online.de - 15.12.2024 Fahrplan Main-Weser-Bahn 2025. Abgerufen am 12. Mai 2025.
6. ↑  Der Hessischen Landesbahn fehlen Züge – Übergangskonzept für Mittelhessen-Express. 5. September 2023, abgerufen am 5. September 2023.